# Un día de locura
Un día de locura es una película de 1960 dirigida por Mauro Bolognini. Es una coproducción entre Italia (donde se estrenó en italiano: La giornata balorda, lit. 'Un día de tontos') y Francia (donde se la conoce en francés: Ça s'est passé à Rome, lit. 'Sucedió en Roma').

## Argumento
Extracto de la vida de un joven romano sin empleo. Él tiene un hijo de una chica con quien quiere casarse, pero no tiene dinero. En el callejón sin salida en el que está, busca desesperadamente un trabajo: ¿ser portero por un día?, pero su problema no se resolvería, sin duda. En su desaliento llega hasta el robo, lo que parece un medio para resolver temporalmente la situación.
Bolognini nos muestra una época de auge económico, un período en muchos aspectos "de florecimiento" y optimista, aunque las cosas no iban tal y como fueron presentadas. Ya había corrupción, escándalo, aburrimiento, arribismo y la resignación de una Roma cínica y desvergonzada.

## Reparto
- Jean Sorel como Davide.
- Lea Massari como Freya.
- Jeanne Valérie como Marina.
- Rik Battaglia como Carpiti.
- Valeria Ciangottini como Ivana.
- Isabelle Corey como Sabina.
- Paolo Stoppa como Moglie.